# Olivier Goinard
Olivier Goinard, né à Saint-Marc-sur-Mer (France), est un ingénieur du son, monteur son et mixeur français, deux fois lauréat du César du meilleur son.

## Biographie
Olivier Goinard naît à Saint-Marc-sur-Mer.
Il fait des études de cinéma à l'École nationale supérieure Louis-Lumière, département son, dont il sort diplômé en 1998.

## Filmographie partielle
- 2001 : Tosca de Benoît Jacquot
- 2002 : Adolphe de Benoît Jacquot
- 2002 : Demonlover d'Olivier Assayas
- 2002 : Mischka de Jean-François Stévenin
- 2003 : Les Égarés d'André Téchiné
- 2003 : Depuis qu'Otar est parti… de Julie Bertuccelli
- 2004 : Feux rouges de Cédric Kahn
- 2005 : A Perfect Day de Joana Hadjithomas et Khalil Joreige
- 2006 : L'Intouchable de Benoît Jacquot
- 2007 : Tel père, telle fille d'Olivier de Plas
- 2008 : Les Plages d'Agnès d'Agnès Varda
- 2008 : L'Heure d'été d'Olivier Assayas
- 2008 : Les Trois Singes de Nuri Bilge Ceylan
- 2008 : Nos 18 ans de Frédéric Berthe
- 2009 : Le Père de mes enfants de Mia Hansen-Løve
- 2009 : Fix ME de Raed Andoni
- 2010 : L'Arbre de Julie Bertuccelli
- 2010 : Carlos d'Olivier Assayas
- 2011 : Mon pire cauchemar d'Anne Fontaine
- 2011 : Un amour de jeunesse de Mia Hansen-Løve
- 2011 : Le Fils à Jo de Philippe Guillard
- 2012 : Les Adieux à la reine de Benoît Jacquot
- 2012 : Après Mai d'Olivier Assayas
- 2012 : Laurence Anyways de Xavier Dolan
- 2012 : Elena de Petra Costa
- 2013 : Tom à la ferme de Xavier Dolan
- 2013 : La Cour de Babel de Julie Bertuccelli
- 2014 : Still the Water de Naomi Kawase
- 2014 : Trois Cœurs de Benoît Jacquot
- 2014 : Eden de Mia Hansen-Løve
- 2015 : Journal d'une femme de chambre de Benoît Jacquot
- 2015 : Les Délices de Tokyo de Naomi Kawase
- 2015 : Au-delà des montagnes de Jia Zhangke
- 2015 : Je vous souhaite d'être follement aimée d'Ounie Lecomte
- 2015 : Les Ogres de Léa Fehner
- 2015 : Mustang de Deniz Gamze Ergüven
- 2016 : À jamais de Benoît Jacquot
- 2016 : Dernières Nouvelles du cosmos de Julie Bertuccelli
- 2016 : Personal Shopper d'Olivier Assayas
- 2016 : Je ne suis pas un salaud d'Emmanuel Finkiel
- 2016 : Harmonium de Kōji Fukada
- 2016 : L'Avenir de Mia Hansen-Løve
- 2017 : Kings de Deniz Gamze Ergüven
- 2017 : Vers la lumière de Naomi Kawase
- 2017 : Visages, Villages d'Agnès Varda et JR
- 2018 : La Prière de Cédric Kahn
- 2018 : Eva de Benoît Jacquot
- 2018 : La Dernière Folie de Claire Darling de Julie Bertuccelli
- 2018 : C'est ça l'amour de Claire Burger
- 2018 : Les Éternels de Jia Zhangke
- 2019 : Les  Particules de Blaise Harrison
- 2019 : Dernier Amour de Benoît Jacquot
- 2020 : Adolescentes de Sébastien Lifshitz
- 2021 : True Mothers de Naomi Kawase
- 2022 : Love Life de Kōji Fukada
- 2023 : Anatomie d'une chute de Justine Triet

## Distinctions

### Récompenses
- César 2020 :  meilleur son pour Le Chant du loup[3]
- César 2021 :  meilleur son pour Adolescentes[3]

### Nominations
- César du meilleur son
  - en 2004 pour Les Égarés[3]
  - en 2013 pour Les Adieux à la reine[3]
  - en 2016 pour Mustang[3]
  - en 2024 pour Anatomie d'une chute